# Desarrollo sostenible

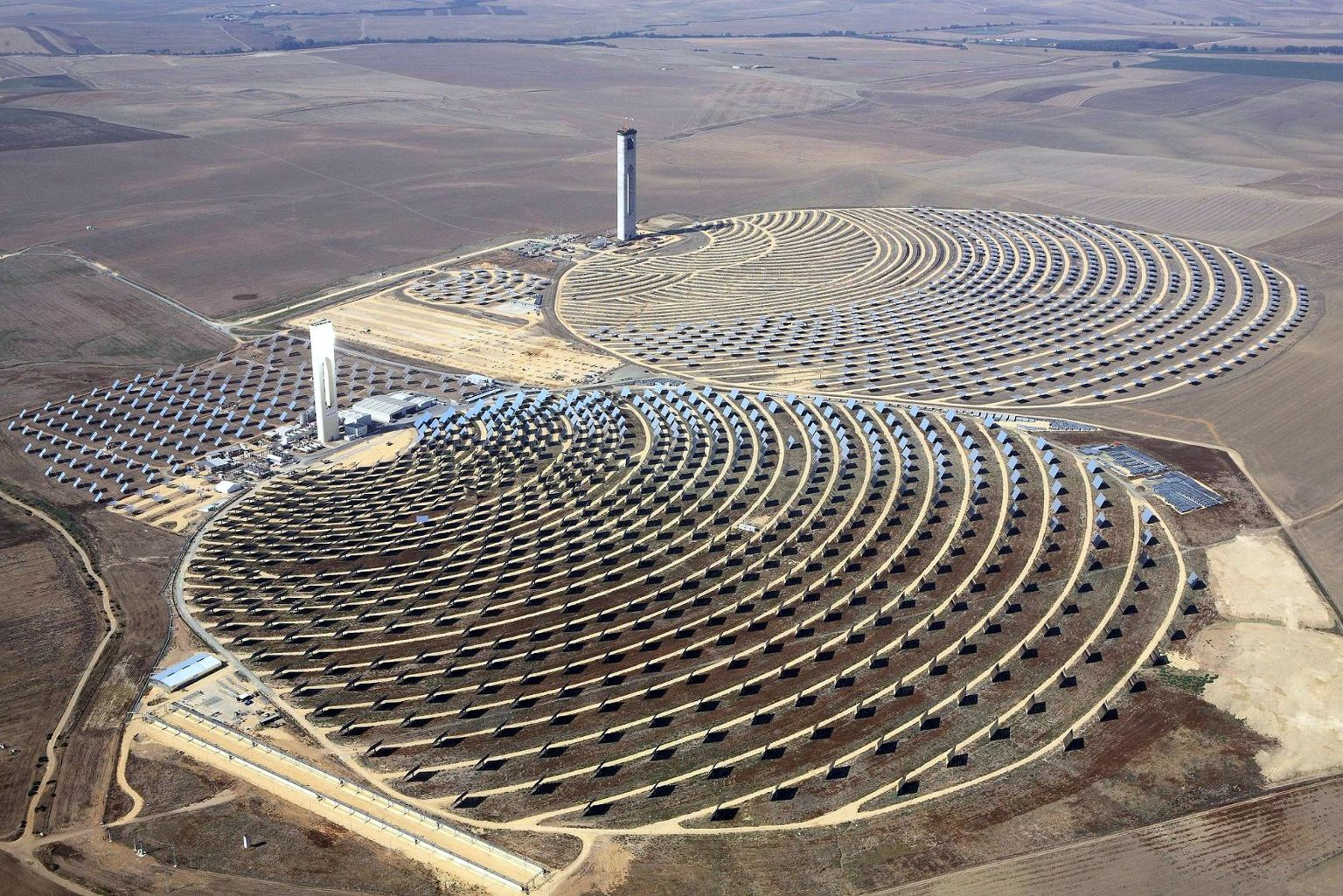
La energía termosolar de concentración utiliza un recurso natural como la energía solar, y es por tanto una fuente de energía renovable. De izquierda a derecha centrales térmicas solares de torre PS10 y PS20, en Andalucía, España.

El desarrollo sostenible, también llamado desarrollo sustentable, es un principio organizador para alcanzar los objetivos de desarrollo humano mientras se preserva la capacidad de los sistemas naturales para proporcionar recursos y servicios ecosistémicos esenciales para la sociedad y la economía, tomando en cuenta la preservación de sitios históricos y culturales. Su objetivo principal es satisfacer las necesidades actuales sin comprometer la capacidad de las generaciones futuras para satisfacer las suyas.
El concepto fue formalizado en el Informe Brundtland (1987), denominado así por la primera ministra noruega Gro Harlem Brundtland y elaborado por la Comisión Mundial de Medio Ambiente y Desarrollo de la ONU durante la Asamblea de las Naciones Unidas en 1983, y se incluyó en el Principio 3.º de la Declaración de Río (1992). Desde entonces, ha servido como base para abordar la reconciliación entre bienestar económico, recursos naturales y sociedad, destacando su importancia en el contexto del cambio climático y la conservación de bienes históricos y culturales.
Aunque términos como "desarrollo sostenible" y "desarrollo sustentable" a menudo se utilizan indistintamente, existen matices entre ambos: el primero enfatiza procesos a largo plazo y eficiencia, mientras que el segundo se centra en resultados inmediatos, priorizando la eficacia.
Hoy en día, el desarrollo sostenible incluye esfuerzos globales para preservar el medio ambiente, mitigar el cambio climático y garantizar que las futuras generaciones puedan disfrutar de un planeta viable y habitable.

## Concepto
La sostenibilidad puede ser definida como la práctica de mantener los procesos globales de productividad sobre los recursos de forma natural o por el hombre con recursos de igual o mayor valor sin degradar o poner en peligro los sistemas biológicos naturales.
A partir de la década de 1970 los científicos empezaron a darse cuenta de que muchas de sus acciones que buscaban conservar y proteger los ecosistemas, producían un mínimo impacto positivo sobre la naturaleza, por lo que algunos especialistas señalaron la evidente pérdida de la biodiversidad y elaboraron teorías para explicar la vulnerabilidad de los sistemas naturales (Boullón, 2006:20).
El desarrollo sostenible, o sustentable, es un concepto desarrollado hacia finales del siglo XX como alternativa al modelo de desarrollo habitual. Su énfasis recae en la reconciliación entre el bienestar económico, los recursos naturales y la sociedad, buscando satisfacer las necesidades humanas actuales sin comprometer las posibilidades de las generaciones futuras. Este enfoque integra la preservación de la vida en el planeta y la calidad de vida de la humanidad.
En el informe Brundtland, se define como sigue:

Satisfacer las necesidades de las generaciones presentes sin comprometer las posibilidades de las generaciones del futuro para atender sus propias necesidades.
Meet the needs of the present generation without compromising the ability of future generations to meet their own needs.
Comisión Brundtland: Nuestro Futuro Común (Comisión del Desarrollo y Medio Ambiente citado en Ramírez et al (2004): 55)

El ámbito del desarrollo sostenible puede dividirse conceptualmente en tres partes: ecológico, económico, y social. Se considera el aspecto social por la relación entre el bienestar social con el medio ambiente y la bonanza económica. El triple resultado es un conjunto de indicadores de desempeño de una organización en las tres áreas, pero que tiene cuatro dimensiones básicas:
- Conservación del medio ambiente para no poner en peligro las especies de flora y fauna.
- Desarrollo apropiado que no afecte sustantivamente los ecosistemas.
- Paz, igualdad, y respeto hacia los derechos humanos.
- Democracia.

Se deben satisfacer las necesidades sociales y de la población, en lo que concierne a alimentación, vestimenta, vivienda, y trabajo, pues si la pobreza es habitual, el mundo estará encaminado a catástrofes de varias clases, incluidas las ecológicas y las humanitarias. Asimismo, el desarrollo y el bienestar social están limitados por el nivel tecnológico, los recursos del medio ambiente, y la capacidad del medio ambiente para absorber los efectos de la actividad humana.
Ante esta situación, se plantea la posibilidad de mejorar la tecnología y la organización social, de forma que el medio ambiente pueda recuperarse al mismo ritmo que es afectado por la actividad humana, para evitar un déficit de recursos.

## Ámbito de aplicación y definiciones

Esquema de los tres pilares del desarrollo sostenible.

El concepto de desarrollo sostenible refleja una creciente conciencia acerca de la contradicción que puede darse entre crecimiento y desarrollo. "El crecimiento económico es una condición necesaria pero no suficiente para el desarrollo. El crecimiento económico es un proceso a lo largo del tiempo durante el cual el nivel de actividad económica aumenta constantemente. Se considera que un país crece cuando su producción de bienes y servicios aumenta en el largo plazo. Por lo tanto el crecimiento económico se observa en el seguimiento de la evolución del PBI (Producto Interno Bruto). Por su parte el desarrollo económico se refiere a un crecimiento que genera una mejor distribución del ingreso y de la riqueza y que es capaz de reproducir las mejores técnicas de producción en cada uno de los sectores. Asimismo, el desarrollo es un crecimiento mas justo socialmente, sin indigencia y con oportunidades de progreso social para todos los habitantes del país"
Esta conciencia de los costos humanos, naturales y medioambientales del desarrollo y el progreso ha venido a modificar la actitud de despreocupación o justificación que al respecto imperó durante mucho tiempo. La idea de un crecimiento económico sin límites y en pos del cual todo podía sacrificarse vino a ser reemplazada por una conciencia de esos límites y de la importancia de crear condiciones de largo plazo que hagan posible un bienestar para las actuales generaciones que no se haga al precio de una amenaza o deterioro de las condiciones de vida futuras de la humanidad.
El desarrollo sostenible se aceptó exclusivamente en las cuestiones ambientales. En términos más generales, las políticas de desarrollo sostenible afectan a tres áreas: económica, ambiental y social. En apoyo a esto, varios textos de las Naciones Unidas, incluyendo el Documento Final de la cumbre mundial en el 2005, se refieren a los tres componentes del desarrollo sostenible, que son el desarrollo económico, el desarrollo social y la protección del medio ambiente, como "pilares interdependientes que se refuerzan mutuamente".
La puesta en práctica del desarrollo sostenible tiene como fundamento ciertos valores y principios éticos. La Carta de la Tierra presenta una articulación comprensiva e integral de los valores y principios relacionados con la sostenibilidad. Este documento, consiste en una declaración de la ética global para un mundo sostenible, desarrollado a partir de un proceso participativo global, por un período de 10 años, iniciado en la Cumbre de Río 92, y el cual culminó en el año 2000. La legitimidad de la Carta de la Tierra proviene precisamente del proceso participativo en la que fue creada, ya que miles de personas y organizaciones de todo el mundo participaron para encontrar esos valores y principios compartidos que pueden ayudar a las sociedades a ser más sostenibles. Actualmente existe una creciente red de individuos y organizaciones que utilizan este documento como instrumento educativo y de incidencia política.
La Declaración Universal sobre la Diversidad Cultural (Unesco, 2001) profundiza aún más en el concepto al afirmar que "... la diversidad cultural es tan necesaria para el género humano como la diversidad biológica para los organismos vivos"; se convierte en "una de las raíces del desarrollo entendido no solo en términos de crecimiento económico, sino también como un medio para lograr un balance más satisfactorio intelectual, afectivo, moral y espiritual". En esta visión, la diversidad cultural es el cuarto ámbito de la política de desarrollo sostenible. En la misma línea conceptual se orienta la organización mundial de ciudades (Ciudades y Gobiernos Locales Unidos, CGLU) con la Agenda 21 de la cultura.

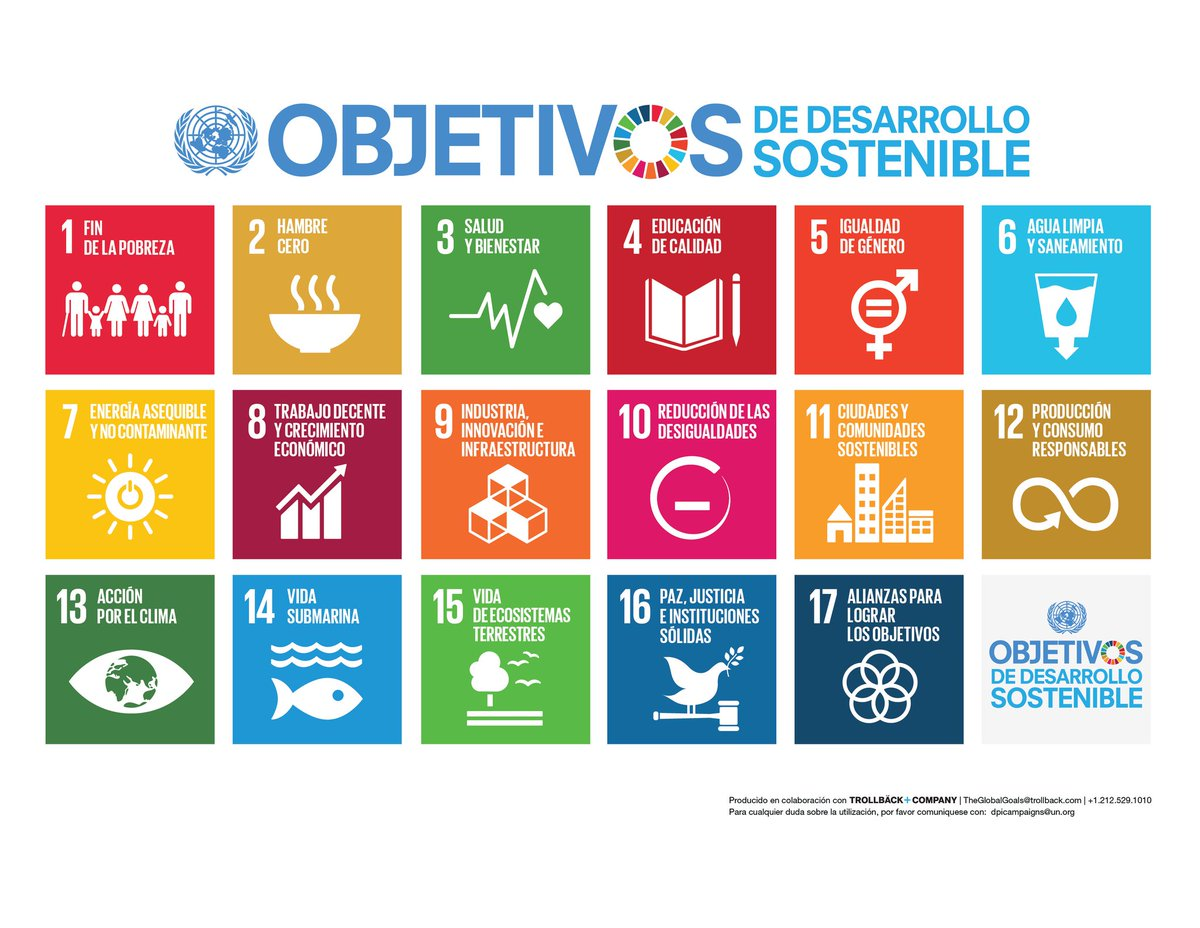
Objetivos de Desarrollo Sostenible

En relación con esto durante el año 2015 se desarrollaron los Objetivos de Desarrollo Sostenible (2015-2030), también conocidos por sus siglas ODS, son una iniciativa impulsada por Naciones Unidas para dar continuidad a la agenda de desarrollo tras los Objetivos de Desarrollo del Milenio (ODM). Son 17 objetivos y 169 metas propuestos como continuación de los ODM incluyendo nuevas esferas como el cambio climático, la desigualdad económica, la innovación, el consumo sostenible, la paz y la justicia, entre otras prioridades.
El "desarrollo verde" generalmente es diferenciado del desarrollo sostenible en que el primero puede ser visto como priorizando la "sostenibilidad ambiental" por encima de la "sostenibilidad económica y cultural". Sin embargo, el enfoque del "desarrollo verde" puede pretender objetivos a largo plazo inalcanzables. Por ejemplo, una planta de tratamiento de última tecnología con gastos de mantenimiento sumamente altos no puede ser sostenible en las regiones del mundo con menos recursos financieros. Una planta de última tecnología "respetuosa con el medio ambiente" con altos gastos de operación es menos sostenible que una planta rudimentaria, incluso si es más eficaz desde un punto de vista ambiental. Algunas investigaciones parten de esta definición para argumentar que el medio ambiente es una combinación de naturaleza y cultura. El sitio "Desarrollo sostenible en un mundo diverso" trabaja en esta dirección integrando capacidades multidisciplinarias e interpretando la diversidad cultural como un elemento clave de una nueva estrategia para el desarrollo sostenible.

### Un desarrollo económico y social respetuoso con el medio ambiente
El objetivo del desarrollo sostenible es definir proyectos viables y reconciliar los aspectos económico, social, y ambiental de las actividades humanas; trabajar por el desarrollo sostenible implica un enfoque integral y cooperativo desde el cual satisfacer tanto las necesidades presentes como futuras. Los "tres pilares" que deben ser tenidos en cuenta tanto por las empresas, como por las comunidades y las personas:
- Sostenibilidad económica: se da cuando la actividad que se mueve hacia la sostenibilidad ambiental y social y es financieramente posible y rentable.
- Sostenibilidad social: basada en el mantenimiento de la cohesión social y de su habilidad para trabajar en la persecución de objetivos comunes. Implica la mitigación de impactos sociales negativos causados por la actividad que se desarrolla, así como la potencialización de los impactos positivos. Se relaciona también con el hecho de que las comunidades locales reciban beneficios por el desarrollo de la actividad desarrollada en aras de mejorar sus condiciones de vida. Lo anterior se deben aplicar para todos los grupos humanos involucrados en la actividad. Por ejemplo, en el caso de una empresa, debe cubrir a los trabajadores (condiciones de trabajo, nivel salarial, etc.), los proveedores, los clientes, las comunidades locales y la sociedad en general.
- Sostenibilidad ambiental: compatibilidad entre la actividad considerada y la preservación de la biodiversidad y de los ecosistemas, evitando la degradación de las funciones fuente y sumidero. Incluye un análisis de los impactos derivados de la actividad considerada en términos de flujos, consumo de recursos difícil o lentamente renovables, así como en términos de generación de residuos y emisiones. Este último pilar es necesario para que los otros dos sean estables.[15]

### Justificación del desarrollo sostenible
La justificación del desarrollo sostenible proviene del hecho de que el hombre habita en un planeta finito pero tiene patrones de consumo desmedidos. En la Tierra se tienen recursos naturales limitados (nutrientes en el suelo, agua potable, minerales, etc.), susceptibles de agotarse. Otro factor es el hecho de la creciente actividad económica sin más criterio que el económico mismo, tanto a escala local como planetaria. El impacto negativo en el planeta puede producir graves problemas medioambientales que resulten incluso irreversibles.

### Condiciones para el desarrollo sostenible
Los límites de los recursos naturales sugieren tres reglas básicas en relación con los ritmos para dicho desarrollo:
1. Ningún recurso renovable deberá utilizarse a un ritmo superior al de su generación.
2. Ningún contaminante deberá producirse a un ritmo superior al que pueda ser reciclado, neutralizado o absorbido por el medio ambiente.
3. Ningún recurso no renovable deberá aprovecharse a mayor velocidad de la necesaria para sustituirlo por un recurso renovable utilizado de manera sostenible.

Según algunos autores, estas tres reglas están forzosamente supeditadas a la inexistencia de un crecimiento demográfico.
Se llama desarrollo sostenible a aquel desarrollo que es capaz de satisfacer las necesidades actuales sin comprometer los recursos y posibilidades de las futuras generaciones. Intuitivamente una actividad sostenible es aquella que se puede mantener. Por ejemplo, cortar árboles de un bosque asegurando la repoblación es una actividad sostenible. En cambio, consumir petróleo no es sostenible con los conocimientos actuales, ya que no se conoce ningún sistema para crear petróleo a partir de la biomasa. Hoy sabemos que una buena parte de las actividades humanas no son sostenibles a medio y largo plazo tal y como hoy en día están planteadas. A lo largo de la historia, el ser humano ha utilizado sus conocimientos del medio natural y las herramientas disponibles para extraer y transformar los elementos de la naturaleza que sirven para satisfacer sus necesidades.

## Crítica en el uso del término
El término desarrollo sostenible se encuentra en numerosos discursos políticos, pero su aplicación es muy diversa y en ocasiones perversa.

### Crítica desde el principio de precaución
Algunas ideologías ecologistas más radicales hacen énfasis en las opciones de crecimiento cero y aplicación estricta del principio de precaución, que consiste en dejar de realizar determinadas actividades productivas mientras no se demuestre que no son dañinas.

### Crítica decrecentista y ecosocialista
Otros ecologistas defienden el decrecimiento económico. Estos últimos creen que el respeto al medio ambiente no es posible sin reducir la producción económica, ya que actualmente estamos por encima de la capacidad de regeneración natural del planeta, tal y como demuestran las diferentes estimaciones de huella ecológica. Cuestiona además la capacidad del modelo de vida moderno para producir bienestar. El reto estaría en vivir mejor con menos. En el mismo orden de ideas, el ideólogo del decrecimiento Serge Latouche critica el término de desarrollo sostenible, considerándolo simultáneamente oxímoron y pleonasmo, es decir, o es desarrollo o es sostenible pero no los dos.
El ecosocialismo argumenta que el capitalismo, al estar basado en el crecimiento y la acumulación constante de bienes incrementando el ritmo del crecimiento, es ecológicamente insostenible.

### Crítica liberal y de la ecología de mercado
Las ideologías liberales hacen énfasis en la posibilidad de compatibilizar el crecimiento económico con la preservación ambiental mediante el aumento de la productividad (producir más, consumiendo menos recursos y generando menos residuos) y con la equidad social para la mejora general de las condiciones de vida (lo que no siempre es inmediato).
Para Terry Anderson, ideólogo de la ecología de mercado, la propuesta del desarrollo sostenible es un pretexto más para la intervención estatal. Argumenta que gracias a políticas intervencionistas del Estado y la arrogancia gubernamental no se han dado los cambios adecuados en cuestiones ambientales.

### Crítica del estado estacionario
No obstante, el desarrollo económico no es necesariamente (según autores como Herman Daly) sinónimo de crecimiento económico ni de desarrollo humano. Aun así, cualquier medida relativa a las actividades productivas no solo tiene efectos negativos o positivos (por ej.: Producción limpia) sobre el medio ambiente y la economía de las empresas, sino que también influye en el empleo y el tejido social.

### Las tres dimensiones como modelo insuficiente
Otra de las críticas nace en el mundo de la cultura. Hoy las tres dimensiones no son suficientes para reflejar la complejidad intrínseca de la sociedad contemporánea. La cultura, al fin y al cabo, moldea lo que entendemos por desarrollo y determina la forma de actuar de las personas en el mundo. Además, ni el mundo en su conjunto ni cada localidad se hallan exclusivamente ante desafíos de naturaleza económica, social o medioambiental. Los retos culturales son de primera magnitud: la creatividad, el conocimiento crítico, la diversidad y la belleza son presupuestos imprescindibles de la sostenibilidad, pues están intrínsecamente relacionados con el desarrollo humano y la libertad. De ahí que la organización mundial de ciudades (CGLU) aprobara la Declaración en 2010 sobre la cultura como cuarto pilar del desarrollo sostenible.

## Historia

### SigloXIX
Históricamente, la forma de pensar que dio lugar a la Revolución Industrial del siglo XIX introdujo criterios esencialmente de crecimiento económico. Estos criterios se pueden encontrar en el cálculo del producto nacional bruto, que se remonta a la década de 1930.
Las correcciones se hicieron en la segunda mitad del siglo XIX en el ámbito social, con la aparición de la organización sin ánimo de lucro y el sindicalismo. El término "económico y social" forma parte del vocabulario.

### SigloXX
Los países desarrollados (o países del Norte) se dieron cuenta en los años 1970 que su prosperidad se basa en el uso intensivo de recursos naturales finitos, y que, por consiguiente, además de las cuestiones económicas y sociales, un tercer aspecto estaba descuidado: el medio ambiente. Por ejemplo, la huella ecológica mundial excedió la capacidad "biológica" de la Tierra para reponerse a mediados de los años 1970.
Para algunos analistas el modelo de desarrollo industrial no es sostenible en términos medioambientales, lo que no permite un "desarrollo", que pueda durar. Los puntos críticos son el agotamiento de los recursos naturales (como las materias primas y los combustibles fósiles), la destrucción y fragmentación de los ecosistemas, la pérdida de diversidad biológica, lo que reduce la capacidad de resistencia del planeta.
El desarrollo (industrial, agrícola, urbano) genera contaminaciones inmediatas y pospuestas (por ejemplo, la lluvia ácida y los gases de efecto invernadero que contribuyen al cambio climático y a la explotación excesiva de los recursos naturales, o la deforestación de la selva tropical). Esto provoca una pérdida inestimable de diversidad biológica en términos de extinción (y por lo tanto irreversibles) de las especies de plantas o animales. Esta evolución provoca un agotamiento de los combustibles fósiles y de las materias primas que hace inminente el pico del petróleo y acercarnos al agotamiento de muchos recursos naturales vitales.
Al problema de la viabilidad se añade un problema de equidad: los pobres son los que más sufren la crisis ecológica y climática, y se teme que el deseo legítimo de crecimiento en los países subdesarrollados hacia un estado de prosperidad similar, basado en principios equivalentes, implique una degradación aún más importante y acelerado por la biosfera. Si todas las naciones del mundo adoptaran el modo de vida estadounidense (que consume casi la cuarta parte de los recursos de la Tierra para el 7 % de la población) se necesitarían de cinco a seis planetas como la Tierra para abastecerlas. Y si todos los habitantes del planeta vivieran con el mismo nivel de vida que la media de Francia, se necesitarían al menos tres planetas como la Tierra.
Además, los desastres industriales de los últimos treinta años (de Chernóbil, Seveso, Bhopal, Exxon Valdez, Fukushima etc.) han llamado la atención a la opinión pública y a asociaciones como WWF, Amigos de la Tierra o Greenpeace.
- 1968 - Creación del Club de Roma, que reúne personalidades que ocupan puestos relativamente importantes en sus respectivos países y que busca la promoción de un crecimiento económico estable y sostenible de la humanidad. El Club de Roma tiene, entre sus miembros a importantes científicos (algunos premios Nobel), economistas, políticos, jefes de Estado, e incluso asociaciones internacionales.
- 1972 - El Club de Roma pública el informe Los límites del crecimiento, preparado a petición suya por un equipo de investigadores de Instituto Tecnológico de Massachusetts. En este informe se presentan los resultados de las simulaciones por ordenador de la evolución de la población humana sobre la base de la explotación de los recursos naturales, con proyecciones hasta el año 2100. Demuestra que debido a la búsqueda del crecimiento económico durante el siglo XXI se produce una drástica reducción de la población a causa de la contaminación, la pérdida de tierras cultivables y la escasez de recursos energéticos.
- 16 de junio de 1972 - Conferencia sobre Medio Humano de las Naciones Unidas (Estocolmo). Es la primera Cumbre de la Tierra. Se manifiesta por primera vez a nivel mundial la preocupación por la problemática ambiental global.
- 1980 - La Unión Internacional para la Conservación de la Naturaleza (UICN) publicó un informe titulado Estrategia Mundial para la Conservación de la Naturaleza y de los Recursos Naturales, donde se identifican los principales elementos en la destrucción del hábitat: pobreza, presión poblacional, inequidad social y términos de intercambio del comercio.
- 1981 - Informe Global 2000 realizado por el Consejo de Calidad Medioambiental de Estados Unidos. Concluye que la biodiversidad es un factor crítico para el adecuado funcionamiento del planeta, que se debilita por la extinción de especies.[26]
- 1982 - Carta Mundial de la ONU para la Naturaleza. Adopta el principio de respeto a toda forma de vida y llama a un entendimiento entre la dependencia humana de los recursos naturales y el control de su explotación.
- 1982 - Creación del Instituto de Recursos Mundiales (WRI)[27] en EE. UU. con el objetivo de encauzar a la sociedad humana hacia formas de vida que protejan el medio ambiente de la Tierra y su capacidad de satisfacer las necesidades y aspiraciones de las generaciones presentes y futuras.
- 1984 - Primera reunión de la Comisión Mundial sobre Medio Ambiente y Desarrollo, creada por la Asamblea General de la ONU en 1983, para establecer una agenda global para el cambio.
- 1987 - Informe Brundtland Nuestro Futuro Común, elaborado por la Comisión Mundial sobre Medio Ambiente y Desarrollo en el que, se formaliza por primera vez el concepto de desarrollo sostenible.[3][4]* Del 3 al 14 de junio de 1992 - Se celebra la Conferencia de la ONU sobre Medio Ambiente y Desarrollo (Segunda "Cumbre de la Tierra")[28] en Río de Janeiro, donde nace la Agenda 21, se aprueban el Convenio sobre el Cambio Climático, el Convenio sobre la Diversidad Biológica (Declaración de Río)[29] y la Declaración de Principios Relativos a los Bosques. Se empieza a dar amplia publicidad del término desarrollo sostenible al público en general. Se modifica la definición original del Informe Brundtland, centrada en la preservación del medio ambiente y el consumo prudente de los recursos naturales no renovables, hacia la idea de "tres pilares" que deben conciliarse en una perspectiva de desarrollo sostenible: el progreso económico, la justicia social y la preservación del medio ambiente.
- 1993 - V Programa de Acción en Materia de Medio Ambiente de la Unión Europea: Hacia un desarrollo sostenible. Presentación de la nueva estrategia comunitaria en materia de medio ambiente y de las acciones que deben emprenderse para lograr un desarrollo sostenible, correspondientes al período 1992-2000.[30]
- 27 de mayo de 1994 - Primera Conferencia de Ciudades Europeas Sostenibles. Aalborg (Dinamarca). Carta de Aalborg[31]
- 8 de octubre de 1996 - Segunda Conferencia de Ciudades Europeas Sostenibles. El Plan de actuación de Lisboa: de la Carta a la acción[31]* 11 de diciembre de 1997 - Se aprueba el Protocolo de Kioto de la Convención Marco de las Naciones Unidas sobre el Cambio Climático, el cual entra en vigor en 2005.

### SigloXXI
- 29 de junio de 2000 - Lanzamiento de la Carta de la Tierra.
- 2000 - Tercera Conferencia de Ciudades Europeas Sostenibles. La Declaración de Hannover de los líderes municipales en el umbral del siglo XXI[32]
- 2001 - VI Programa de Acción en Materia de Medio Ambiente de la Unión Europea. Medio ambiente 2010: el futuro en nuestras manos. Definir las prioridades y objetivos de la política medioambiental de la Comunidad hasta y después de 2010 y detallar las medidas a adoptar para contribuir a la aplicación de la estrategia de la Unión Europea en materia de desarrollo sostenible.[33]
- Del 26 de agosto al 4 de septiembre de 2002 - Conferencia Mundial sobre Desarrollo Sostenible ("Río+10", Cumbre de Johannesburgo), en Johannesburgo, donde se reafirmó el desarrollo sostenible como el elemento central de la Agenda Internacional y se dio un nuevo ímpetu a la acción global para la lucha contra la pobreza y la protección del medio ambiente.[34] Se reunieron más de un centenar de jefes de Estado, varias decenas de miles de representantes de gobiernos, organizaciones no gubernamentales e importantes empresas para ratificar un tratado de adoptar una posición relativa a la conservación de los recursos naturales y la biodiversidad.[35]
- febrero de 2004. La séptima reunión ministerial de la Conferencia sobre la Diversidad Biológica concluyó con la Declaración de Kuala Lumpur, que ha creado descontento entre las naciones pobres y que no satisface por completo a las ricas. La Declaración de Kuala Lumpur deja gran insatisfacción entre los países. Según algunas delegaciones, el texto final no establece un compromiso claro por parte de los estados industrializados para financiar los planes de conservación de la biodiversidad.[36]
- 8 de mayo de 2004 - Ciudades y Gobiernos Locales Unidos aprueba una Agenda 21 de la cultura que relaciona los principios del desarrollo sostenible de la Agenda 21 con las políticas culturales.
- 2004 - Conferencia Aalborg + 10 - Inspiración para el futuro. Llamamiento a todos los gobiernos locales y regionales europeos para que se unan en la firma de los Compromisos de Aalborg y para que formen parte de la Campaña Europea de Ciudades y Pueblos Sostenibles.[31]* 2005 - Entrada en vigor del Protocolo de Kioto sobre la reducción de las emisiones de gases de efecto invernadero.
- 11 de enero de 2006 - Comunicación de la Comisión al Consejo y al Parlamento Europeo sobre una Estrategia temática para el medio ambiente urbano. Es una de las siete estrategias del Sexto Programa de Acción en materia de Medio Ambiente de la Unión Europea, elaborada con el objetivo de contribuir a una mejor calidad de vida mediante un enfoque integrado centrado en las zonas urbanas y de hacer posible un alto nivel de calidad de vida y bienestar social para los ciudadanos proporcionando un medio ambiente en el que los niveles de contaminación no tengan efectos perjudiciales sobre la salud humana y el medio ambiente y fomentando un desarrollo urbano sostenible.[37]
- 2007 - Cumbre de Bali que busca redefinir el Protocolo de Kioto y adecuarlo a las nuevas necesidades respecto al cambio climático. En esta cumbre intervienen los Ministros de Medio Ambiente de la mayoría de los países del mundo aunque Estados Unidos de Norteamérica y China (principales emisores y contaminantes del planeta) se niegan a suscribir compromisos.
- 2012 - Conferencia de la ONU para el desarrollo sostenible en Río de Janeiro. Se reafirma el compromiso sobre desarrollo sostenible y se incide en la erradicación de la pobreza.[38]

## Campos de aplicación
El desarrollo sostenible se refiere a la totalidad de las actividades humanas. Sin embargo, los retos de la sostenibilidad, son diferentes para cada tipo de sector económico.

### Agricultura

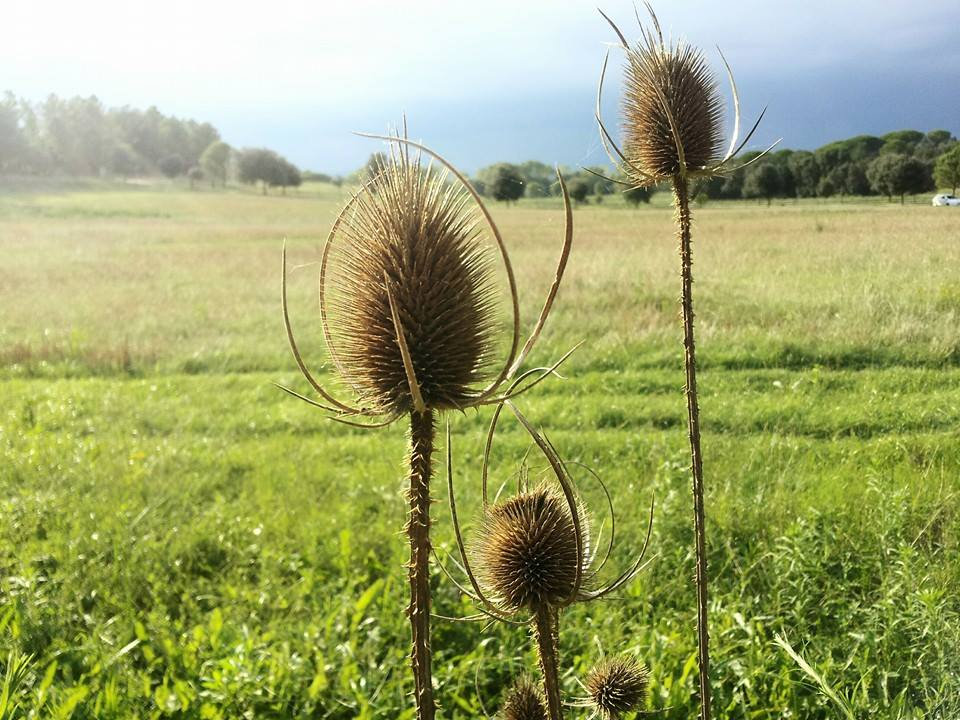
Agricultura sostenible.

El planteamiento actual de la alimentación humana no es catastrofista en sí mismo, en el sentido que predecía Malthus en su Ensayo sobre el principio de la población. Ante el desarrollo de una moderna tecnología de producción de alimentos, la penuria de ciertas poblaciones y estratos sociales no está motivada por la escasez de recursos, sino por la organización y distribución de estos recursos.
El incremento de la producción agrícola se consigue principalmente mediante la puesta en regadío de cultivos, el uso de fertilizantes y la agricultura intensiva. Pero cada una de esas acciones, además de beneficios, tiene sus costes:
- Puesta en regadío. El agua es un recurso limitado. La obtención de agua de acuíferos (pozos) debe ser sostenible. Para ello, deben conocerse las reservas, cantidad y calidad disponible en el tiempo, tasa de recarga, lugares hidro-geológicamente más convenientes de explotación, construcción de perforaciones, etc. y asegurarse una correcta gestión y protección del acuífero a nivel legal e institucional. Con los ríos hay que cuidar, además, dejar suficiente agua para no afectar la fauna y flora ribereña (el llamado caudal ecológico), amén de entrar en competencia directa con otros usos entre los que se encuentra el consumo humano.
- Abonos y fertilizantes. Aumentan la producción, pero una parte de sus sustancias se disuelve en el agua de lluvia o de riego formando lixiviados que pueden acumularse en acuíferos que resultarían contaminados (p. ej. por altas concentraciones de nitritos o de fosfatos, que favorecen la eutrofización). Idéntico caso es el de los plaguicidas, con el agravante de haberse producido un uso intensivo de plaguicidas bioacumulables y no biodegradables en épocas anteriores, como en el caso del DDT en el siglo XX, cuyo uso se prohibió tras una campaña mundial que alegaba se acumulaba en las cadenas tróficas y ante el peligro de contaminación de los alimentos.
- Agricultura intensiva. Incrementa la producción al introducir mayor número de plantas por metro cuadrado de una especie especialmente adaptada, posibilidad que ofrecen las máquinas empleadas, pero también consume mayor cantidad de nutrientes del suelo (que se retiran con la cosecha y no vuelven al suelo), por lo que hay que programar una rotación de cultivos (diferentes cultivos consumen los nutrientes del suelo en diferentes proporciones y en diferentes estratos y pueden complementarse) y barbechos para limitar la proliferación de parásitos. También entran en juego otros factores, como preservar la variedad genética de las especies (biodiversidad) ya que no se sabe qué especies afrontarán mejor los problemas que surjan en el futuro.

### Actividades productivas y de servicios
El desarrollo sostenible promueve actividades productivas y de servicios que equilibran el progreso económico con el cuidado del medio ambiente y la inclusión social. En este contexto, el voluntariado ha demostrado ser un componente esencial. Según el Informe sobre la Situación del Voluntariado en el Mundo, los voluntarios contribuyen significativamente al desarrollo económico y social en numerosas sociedades, promoviendo prácticas sostenibles y fomentando la cohesión comunitaria. Estas iniciativas ejemplifican cómo la participación ciudadana puede potenciar la implementación de estrategias sostenibles a nivel local y global.
Otro ejemplo son las herramientas de implementación de desarrollo sostenible en la producción y los servicios, como puede ser el conjunto de actividades denominadas Producción Más Limpia. Dicho concepto parte del principio de sostenibilidad de las actividades humanas requeridas para suplir necesidades básicas y suplementarias (calidad de vida), incorporando elementos como mínimas emisiones, buenas prácticas de producción y operación, manejo adecuado y aprovechamiento del subproducto y el residuo, disminución en el consumo de insumos, etc. De esta forma, se observa que el desarrollo sostenible no es por sí mismo un elemento sociológico, sino que debe formar parte de un tejido en el cual la producción, la economía, el bienestar y el ambiente juegan siempre del mismo lado.
Este concepto de desarrollo sostenible, se enfoca desde el lado de la oferta ambiental, bajo la óptica de obtener rendimientos firmes. Es decir, una productividad básica, de acuerdo a la capacidad que pueden suministrar los ecosistemas. Otra dimensión del concepto es que el contexto desde donde se enfoca el desarrollo tiende a ser diferente en los países latinoamericanos, parte de un ámbito nacional a uno global, que se asienta en interrelaciones globales y de naturaleza local. La evolución del pensamiento sobre el desarrollo, en términos históricos, se ha dado en el marco de luchas sociales, a través de la pugna entre el capitalismo y el socialismo, entre la clase obrera y el capital y el pensamiento humano y las fuerzas de la naturaleza. A lo largo de las últimas siete décadas del siglo XX, y parte de esta primera década del siglo XXI, el concepto de desarrollo se ha expandido y enriquecido, pero también se ha fragmentado, puesto que se va tomando de él aspectos de acuerdo a la gravedad que confronten los países en su diagnóstico ambiental, sin ser asumido como una orientación universal de cuidado del medio ambiente, algo que no se tiene en cuenta.

### Empleo verde
La expresión trabajador de cuello verde (traducción literal de la misma en inglés, green-collar worker) hace referencia al trabajador dedicado a los sectores de la economía sostenible.

### Arquitectura
La arquitectura sustentable, también conocida como arquitectura verde, eco-arquitectura y arquitectura sostenible, es un modo de concebir el diseño arquitectónico de manera sostenible, buscando optimizar recursos naturales y sistemas de la edificación, de manera que minimiza el impacto ambiental de los edificios sobre el medio ambiente y sus habitantes.
Los principios de la arquitectura sustentable incluyen:
- La consideración de las condiciones climáticas, la hidrografía y los ecosistemas del entorno en que se construyen los edificios, para obtener el óptimo rendimiento con el menor impacto ambiental.
- La eficacia y moderación en el uso de materiales de construcción, primando los de bajo contenido energético frente a los de alto contenido energético.
- La reducción del consumo de energía para calefacción, refrigeración, iluminación y otros equipamientos, cubriendo el resto de la demanda con fuentes de energía renovables.
- La minimización del balance energético global de la edificación, abarcando las fases de diseño, construcción, utilización y final de su vida útil.
- El cumplimiento de los requisitos de confort higrotérmico, salubridad, iluminación y habitabilidad.
- Paisajismo con plantas autóctonas como apoyo al confort pasivo y a generar el habitar integrado a los ritmos naturales.
- Contribuir a la disminución del efecto isla de calor y alteración de la infiltración y evaporación en suelos, en la elección de materiales para cubiertas, aceras, calles y parqueos.
- Incluir estrategias para minimizar el consumo de agua potable y dar tratamiento y reuso a las aguas usadas.
- Cosechar el agua de lluvia y administrar el efluente para no recargar las cuencas en los eventos pico, para evitar inundaciones.[47]

### Moda
La moda sostenible, también llamada moda ética, es una parte de la creciente filosofía del diseño y tendencia de la sostenibilidad, cuyo objetivo es crear un sistema que pueda ser apoyado indefinidamente en términos de ambientalismo y responsabilidad social. 
Para construir un sistema de la moda sustentable es necesario trascender el cambio en cuanto a innovación de producto y pensar en cómo el sistema de la moda actual se encuadra en paradigmas económicos y legales que deben ser reconsiderados para re-alinearse con los límites del planeta.
En cuanto a materiales, no hay consenso científico sobre cuáles son los materiales textiles más sustentables, ya que depende de cuáles indicadores se consideren, como la reciclabilidad, uso de agua y tierra, huella de carbono, esparcimiento de microplásticos en el ambiente, etc. 
Los dos aspectos más preocupantes del sector de la moda en las últimas décadas son el crecimiento de los volúmenes de producción y consumo, y el crecimiento de la presencia de materiales sintéticos en la indumentaria.

### Transporte
El transporte sostenible es un concepto poliédrico: se puede hablar de una sostenibilidad económica, orientada fundamentalmente a la resolución de las situaciones de congestión que vive el transporte en muchos puntos, pero también a la interiorización del coste derivado, y de una sostenibilidad medioambiental, ligada directamente a la influencia que los sistemas de transporte ejercen sobre el medio ambiente a través de la emisión de gases o partículas contaminantes, los accidentes que provoca el vertido de sustancias peligrosas al mar, por ejemplo, o el cumplimiento de los tratados y acuerdos concretos sobre esta materia, como el Protocolo de Kioto de 1997, suscrito por la Unión Europea durante el año 2002.

### Arte
El término arte sostenible, también llamado arte medioambiental o arte verde, pretende la inclusión en las obras que lo conforman, de aspectos relativos a la ecología y la denuncia de las acciones que degradan nuestro entorno, así como el apoyo de causas sociales. Por otra parte, se trata de un tipo de arte que tiene en consideración el impacto que la obra va a crear en su contexto geográfico y social.
Los inicios del arte sostenible no están delimitados de una forma clara, pero se pueden datar en torno a la aparición del “arte conceptual” a finales de los años 60 y principios de los 70. La postura que los artistas pertenecientes a esta nueva rama del arte adoptaron fue la de criticar a los autores contemporáneos de Land Art, que no prestaban atención ni interés por el medio ambiente sobre el cual trabajaban. Por lo general, las obras de land art llevaban consigo modificaciones del terreno que afectaban al entorno de forma negativa, en un sentido ecológico.

### Educación para el desarrollo sostenible
La educación para el desarrollo sostenible (EDS) es un campo disciplinar que busca generar mecanismos y propuestas educativas para educar a niños, jóvenes y adultos en el desarrollo sostenible. El concepto surgió a partir de la Cumbre de la Tierra de Río de Janeiro en 1992,y se consolidó con el lanzamiento del Decenio para la Educación para el Desarrollo Sostenible (2005-2014) por parte de la UNESCO. Posteriormente, la EDS fue incorporada en la Agenda 2030, cristalizada en el Objetivo de Desarrollo Sostenible 4, centrado en una "educación de calidad".También se reconoce su importancia en el Acuerdo de París.

## División de Desarrollo Sostenible de la ONU

### Comisión de la ONU para el Desarrollo Sostenible
En diciembre de 1992 la Organización de las Naciones Unidas (ONU) decide crear la Comisión para el Desarrollo Sostenible para asegurar un seguimiento eficaz de la histórica Conferencia de las Naciones Unidas sobre el Medio Ambiente y el Desarrollo de 1992, que se celebró en Río de Janeiro (Brasil) y que se conoce como Cumbre de la Tierra. Tras esta conferencia, que duró tres meses, los líderes de los Estados miembros de la ONU aprobaron el Programa 21, un plan de 300 páginas cuyo objetivo era conseguir el Desarrollo Sostenible. El capítulo 36 de este programa está dedicado a la creación de una Opinión Pública.
La Comisión es "un foro excepcional de las Naciones Unidas que reúne a funcionarios públicos y representantes de muy diversos sectores de la sociedad civil para analizar y recomendar soluciones que promuevan el Desarrollo Sostenible". Por medio de ella, se transmitirán a los Estados miembros las directrices a seguir. De entre los temas que trata esta comisión, el que nos interesa en este caso es el de "La educación y la conciencia". Este punto tiene su base en un programa que nace en 1996 y que se amplía en 1998.
El comité de expertos de las Naciones Unidas sobre Contabilidad Económico-Ambiental (UNCEEA) trabaja para hacer del Sistema de Contabilidad Económico Ambiental (SEEA) un estándar internacional para el año 2010 y a promoverlo para su puesta en práctica en los diferentes países.
La Comisión de Desarrollo Sostenible depende del Departamento de Asuntos Económicos y Sociales de la ONU.

### Medidas
Desde la creación del ya citado programa de creación de una Opinión Pública favorable al Desarrollo Sostenible, el Secretariado General de la ONU ha elaborado dos informes de resultados, uno de ellos en 1999 y el otro en 2001. De ambos se extraen conclusiones similares, por lo que incluimos aquí un resumen de los puntos más importantes:
- Organismo coordinador: Organización de las Naciones Unidas para la Educación, la Ciencia y la Cultura (UNESCO.).
- Otros organismos y organizaciones colaboradoras: Programa de las Naciones Unidas para el Desarrollo (PNUD), Programa de las Naciones Unidas para el Medio Ambiente (PNUMA), Fondo de Población de las Naciones Unidas (FNUAP), Organización de las Naciones Unidas para la Alimentación y la Agricultura (FAO), Organización Meteorológica Mundial (OMM), Comisión Económica para Europa (CEPE) y las ONG de Polonia y Zimbabue.

Es interesante pararnos en este punto, porque la creación de los programas y de los posteriores informes suele ser un punto de debate y controversias. En este caso, es la Comisión para el Desarrollo Sostenible la que elabora los programas, en principio sin contar con otras aportaciones externas a la propia ONU. Sin embargo, para la elaboración posterior de los informes sí cuenta, como podemos ver, con la participación de las ONG, aunque de manera muy limitada. Sí cuenta la ONU con otros organismos y con los propios Estados para el desarrollo de puntos concretos del programa. Algunos de ellos los veremos a continuación.
- Cuestiones que aún no se han conseguido:
  - Esclarecer el concepto de Desarrollo Sostenible de manera colectiva. Para ello, la ONU ha elaborado un documento que ha distribuido por los diferentes Estados miembros: "Educación para un futuro sostenible: una visión transdisciplinar para una acción concertada". Para elaborarlo ha contado con la colaboración del Banco Mundial (BM), la Unión Internacional para la Conservación de la Naturaleza (UICN), la Organización para la Cooperación y el Desarrollo Económicos (OCDE) y la Organización de los Estados Americanos (OEA).
  - Los puntos en los que el concepto de Desarrollo Sostenible no está claro son: La educación para el Desarrollo Sostenible vs. Educación sobre Desarrollo Sostenible; el Desarrollo Sostenible es un concepto similar a Medio Ambiente; la educación debe implicar a todos los sectores; y la educación debe ser una educación para toda la vida. Para aclarar estos puntos la UNESCO elabora publicaciones y prepara conferencias y reuniones.
  - La relación entre el concepto de desarrollo sostenible y la cultura. Aclarar las aportaciones que la cultura realiza: creatividad, conocimiento crítico, diversidad, ritualidad, belleza… En este ámbito está trabajando la Agenda 21 de la cultura.
  - Las políticas nacionales de educación no están siendo efectivas. Los impedimentos son: La falta de fondos, la falta de compromiso político y la sectorialización de los sistemas escolares. Para ayudar a los Estados miembros la UNESCO ha creado mecanismos de colaboración entre las ONG, poderes públicos, entidades financieras… Los objetivos de las políticas nacionales de educación son: La reorientación del personal docente. Los maestros deben ser incorporados a los procesos de reforma; la reforma de la enseñanza superior; y promover una perspectiva interdisciplinaria que propicie el Desarrollo Sostenible.
  - Incorporación de la educación en las estrategias nacionales para el Desarrollo Sostenible. Existe aún confusión de los Estados respecto al concepto. Para ello se propone la colaboración con las ONG.
  - Educación en la promoción de modalidades sostenibles de consumo y producción. Este punto está muy poco desarrollado. Para mejorarlo la UNESCO prepara reuniones de expertos que elaboran resúmenes con las mejores prácticas.
  - Se deben promover las inversiones en educación. Se entiende así la educación como un instrumento esencial para crear una Opinión pública fuerte y lograr así los objetivos. Se deben revisar las inversiones privadas.
  - Definición y difusión de prácticas innovadoras. Se está creando un registro internacional de prácticas innovadoras, elaborado por la UNESCO.
  - Y por último, se deben crear más campañas de sensibilización de la Opinión Pública. Los encargados serán la ONU, la UNESCO, la PNUMA y la UICN.
  - El Turismo como actividad promotora del desarrollo sostenible en sus tres dimensiones.[60]
- Cuestiones estratégicas:
  - La educación para el Desarrollo Sostenible tiene que ver con un cambio de valores, conductas y estilos de vida.
  - Para ello serán necesarios al menos 20 años.
  - La educación se tiene que entender como un reflejo de la sociedad.
  - Es necesaria la especial implicación de los gobiernos y de agentes nacionales y locales.
- Otras medidas tomadas por la UNESCO: Crear una página web.

### Objetivos de Desarrollo Sostenible
Los Objetivos de Desarrollo Sostenible (ODS) u Objetivos Globales, también 
conocidos como Agenda 2030, son 17 objetivos globales interconectados diseñados para ser un «plan para lograr un futuro mejor y más sostenible para todos». Los ODS fueron establecidos en 2015 por la Asamblea General de las Naciones Unidas (AG-ONU) y que se pretende ser alcanzados para el 2030. Están incluidos en una Resolución de la AG-ONU llamada 2030 Agenda. Los ODS se desarrollaron en la Agenda de Desarrollo después de 2015 como el futuro marco de desarrollo global para suceder a los Objetivos de Desarrollo del Milenio. 
Los 17 ODS son:
1. Fin de la pobreza.
2. Hambre cero.
3. Salud y bienestar.
4. Educación de calidad.
5. Igualdad de género.
6. Agua limpia y saneamiento.
7. Energía asequible y no contaminante.
8. Trabajo decente y crecimiento económico.
9. Industria, innovación e infraestructura.
10. Reducción de las desigualdades.
11. Ciudades y comunidades sostenibles.
12. Producción y consumo responsables.
13. Acción por el clima.
14. Vida submarina.
15. Vida de ecosistemas terrestres.
16. Paz, justicia e instituciones sólidas.
17. Alianzas para lograr los objetivos.

## Influencia del acervo histórico y cultural de los pueblos en el desarrollo sustentable
La cultura de los pueblos es un factor determinante en el desarrollo sustentable. Desde la infancia se debe inculcar valores sociales fundamentales para el progreso de los países; la mayoría de estos están impulsando el desarrollo endógeno, con el fin de erradicar la dependencia económica con otros países productores.
El desarrollo endógeno sustentable permite reimpulsar la cultura a la siembra, cría de ganado, pesca y producción de productos. Implica fomentar la transformación social, fundamentada en el reconocimiento de nuestra cultura al cuidado del medio ambiente y las relaciones cooperativas de producción, tomando en cuenta los siguientes principios[1]
- Democracia participativa.
- Soberanía alimentaria.
- Organización popular.
- Cooperativismo.
- Desconcentración territorial.
- Trabajo no dependiente.
- Redistribución de la tierra.
- Cultura local.
- Ambiente sano y productivo.
- Equidad de género.

El desarrollo sustentable es propicio para apropiarse de nuestro acervo histórico, contribuyendo a la identidad de los pueblos.

## Desarrollo sostenible en distintos países

### Argentina
En Buenos Aires se realiza la Feria de Consumo Responsable todos los domingos, organizada por el gobierno de la ciudad. Es un espacio en el cual diferentes emprendedores sustentables se reúnen con un mismo objetivo o fin que es el de promover el consumo responsable y dar a conocer las temáticas ambientales mediante la concientización social.
A su vez, los visitantes de la Feria tienen la posibilidad de realizar variados cursos y talleres gratuitos, y de disfrutar de buena música durante la jornada.
Por otro lado, la Ciudad de Buenos Aires se encuentra comprometida con:
- Recolección de pilas y baterías recargables agotadas por el barrio;
- Plan de Reducción de Bolsas y Sustitución de Sobres No Biodegradables;
- Buses Híbridos;
- Uso eficiente de energía eléctrica;
- Prevención de la contaminación y el uso eficiente de los recursos;
- Plan de acción Buenos Aires 2030;
- Promoción de plantas nativas;
- Cubiertas Verdes;
- Construcción sustentable;
- Plan de Movilidad Sustentable (MetroBus, EcoBici y Plan Prioridad Peatón).

Gracias a este último de sus proyectos, Buenos Aires obtuvo un reconocimiento a nivel mundial que le fue otorgado por la Junta Internacional de Investigación del Transporte en Washington D. C. Esto permitió ubicar a la ciudad en la lista de premiados junto a Nueva York y San Francisco (Estados Unidos), Ahmedabad (India), Guangzhou (China), Medellín (Colombia) y México DF.
En 2014 el arquitecto Michael Reynolds y 50 voluntarios construyeron en Ushuaia la primera casa hecha con basura y autosustentable. Pocos meses después se construyó en la misma ciudad la primera garita sustentable, hecha con materiales reciclados.

### Chile
Hoy en Chile la gestión sustentable, comienza a ser un tema estratégico, ya no cómo un área o política específica, sino que como parte del ser y hacer del negocio. Los movimientos sociales, las crisis ambientales, políticas, de confianza y legitimidad, el empoderamiento digital, entre otros factores, contribuyen a generar un cambio en la ética empresarial, en donde valores como la transparencia ya no son atributos diferenciadores, sino que exigencias gracias al avance de una nueva cultura empresarial en pos de la sustentabilidad.
El concepto mismo de desarrollo sustentable se contiene en la Ley 19.300, denominada, Ley sobre Bases Generales del Medio Ambiente. A saber, el artículo N.º 2, literal g), dispone:
"Desarrollo Sustentable: el proceso de mejoramiento sostenido y equitativo de la calidad de vida de las personas, fundado en medidas apropiadas de conservación y protección del medio ambiente, de manera de no comprometer las expectativas de las generaciones futuras".
Lo relevante del concepto, además de englobar los elementos económicos, sociales y ambientales propios de la definición, es la incorporación de la denominada "Solidaridad intergeneracional". Como ha señalado el académico Jorge Bermúdez, el componente de solidaridad intergeneracional dice relación con que:
"El crecimiento económico y el desarrollo presentes no deben suponer que se comprometan las expectativas de supervivencia y desarrollo de las generaciones futuras".

### Colombia
En Colombia la normatividad ambiental ha tenido un importante desarrollo en las últimas tres décadas, en especial, a partir de la Convención de Estocolmo de 1972, cuyos principios se acogieron en el Código de recursos naturales renovables y de protección al medio ambiente (Decreto Ley 2811 de 1974). Este se constituyó en uno de los primeros esfuerzos en Latinoamérica para expedir una normatividad integral sobre el medio ambiente.
En 2014, Colombia fue el segundo país en Latinoamérica con más voluntarios en línea después de Brasil. Donando su tiempo y habilidades, los voluntarios en línea han participado en tareas para financiar un desarrollo sostenible atento a las diferencias de género a través de la agro forestación y el ecoturismo.

### Cuba
En 2006, la WWF, en un informe divulgado en la capital china, Pekín, señaló que Cuba era el único país del mundo con un desarrollo sostenible, a la fecha.

### Ecuador
En Ecuador la Constitución de la República (Art. 3) establece al Desarrollo Sustentable como uno de los deberes "primordiales del Estado". Según el Ministerio del Ambiente, el Ecuador fue reconocido como modelo de desarrollo sostenible para la erradicar la pobreza y reducir la desigualdad, en el marco de la XI Reunión Anual de las Naciones Unidas, Organizaciones Sociales y Sociedad Civil.

### México
México ha demostrado un compromiso significativo con el desarrollo sostenible, participando activamente en la definición e implementación de la Agenda 2030 de las Naciones Unidas. El país ha liderado iniciativas para incorporar principios de igualdad, inclusión social y económica, y ha promovido un enfoque multidimensional de la pobreza que considera no solo el ingreso, sino también el acceso a derechos básicos como alimentación, educación y salud.
En términos de avances institucionales, México ha presentado informes voluntarios sobre los Objetivos de Desarrollo Sostenible (ODS) ante el Foro Político de Alto Nivel en Desarrollo Sostenible. Además, se ha establecido el Comité Técnico Especializado en Desarrollo Sostenible, con la participación de diversas dependencias de la Administración Pública Federal. El Senado de la República también ha instalado un grupo de trabajo dedicado a la Agenda 2030, fortaleciendo el respaldo legislativo al cumplimiento de los ODS. 
A nivel sectorial, se han implementado programas como el Acuerdo Nacional por el Derecho Humano al Agua y la Sustentabilidad, que busca garantizar el acceso universal al agua potable para todos los mexicanos a partir de 2025. Este plan incluye inversiones significativas en la tecnificación del riego y la colaboración con sectores privados para mejorar la eficiencia en el uso del agua.
Sin embargo, México enfrenta desafíos en la transición hacia energías limpias y sostenibles. La Estrategia Nacional del Sector de Hidrocarburos y Gas Natural 2024-2030 prioriza la producción de petróleo y gas, lo que ha generado críticas por la falta de enfoque en la transición energética y la sostenibilidad ambiental.

### Perú
Es, junto a Costa Rica, los únicos países en Latinoamérica en cumplir a cabalidad el acuerdo de París sobre reducción de gases de efecto invernadero, habiendo ajustado su marco legal a este acuerdo, sacrificando para ello oportunidades de inversión, principalmente en el sector minero y metalúrgico. Asimismo, el día 29 de abril de 2019 se aprobó la Visión del Perú al 2050 en donde se propone una suerte de cinco ejes que sintetizan la visión que se quiere alcanzar respecto a la sociedad peruana. Dos de los cinco ejes propuestos están vinculados directamente con las metas de Desarrollo Sostenible:
- Gestión sostenible de la naturaleza y medidas frente al cambio climático.
- Desarrollo sostenible con empleo digno y en armonía con la naturaleza.

### España
Cuenta con una Estrategia Española de Desarrollo Sostenible y una Ley 45/2007, de 13 de diciembre, de Desarrollo Sostenible del Medio Rural.
La futura Ley de Economía Sostenible es una iniciativa legislativa aprobada en el Consejo de Ministros celebrado el 27 de noviembre de 2009 y encaminada a situar a la economía española sobre los cimientos del conocimiento y la innovación, con herramientas respetuosas con el medio ambiente y en un entorno que favorezca el empleo de calidad, la igualdad de oportunidades y la cohesión social.
Queda regulada la producción y gestión de los residuos procedentes de todo tipo de obras: edificación, urbanización, demolición, reforma, etc.
Tiene por objeto fomentar, por este orden, su prevención, reutilización, reciclado y otras formas de valorización, asegurando que los destinados a operaciones de eliminación reciban un tratamiento adecuado, y contribuir a un desarrollo sostenible de esta actividad. A tales efectos es preceptiva la redacción de un Plan de Gestión de Residuos Construcción-Demolición (RCD).